# Municipio de Godair
El municipio de Godair (en inglés: Godair Township) es un municipio ubicado en el condado de Pemiscot en el estado estadounidense de Misuri. En el año 2010 tenía una población de 287 habitantes y una densidad poblacional de 3,97 personas por km².

## Geografía
El municipio de Godair se encuentra ubicado en las coordenadas 36°22′22″N 89°42′56″O / 36.37278, -89.71556. Según la Oficina del Censo de los Estados Unidos, el municipio tiene una superficie total de 72.31 km², de la cual 72,14 km² corresponden a tierra firme y (0,23 %) 0,17 km² es agua.

## Demografía
Según el censo de 2010, había 287 personas residiendo en el municipio de Godair. La densidad de población era de 3,97 hab./km². De los 287 habitantes, el municipio de Godair estaba compuesto por el 88,85 % blancos, el 10,1 % eran afroamericanos, el 0,35 % eran de otras razas y el 0,7 % eran de una mezcla de razas. Del total de la población el 0,35 % eran hispanos o latinos de cualquier raza.